# 唐子

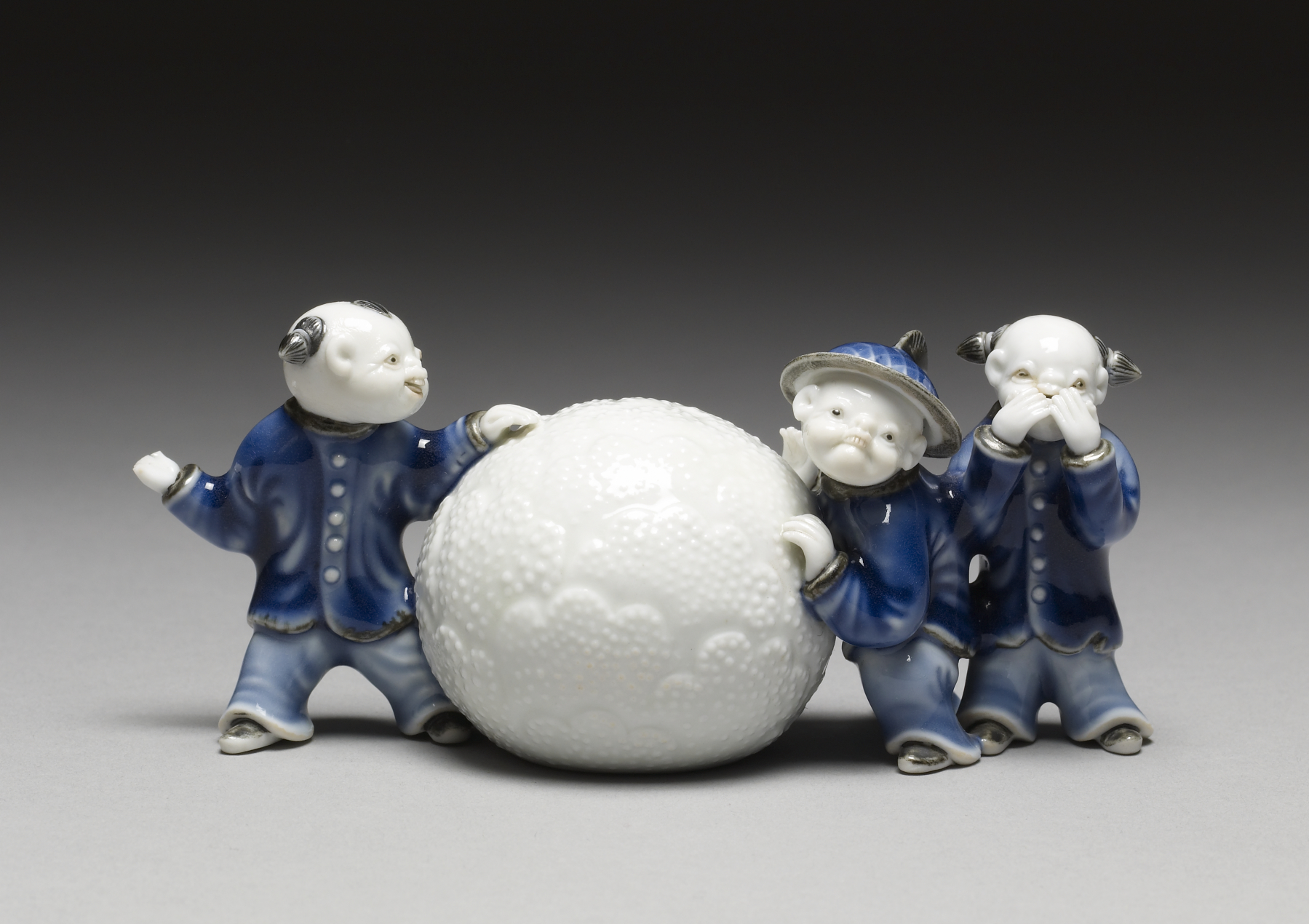
雪玉を作っている3人の唐子を描いた三川内焼（平戸焼）の筆置き

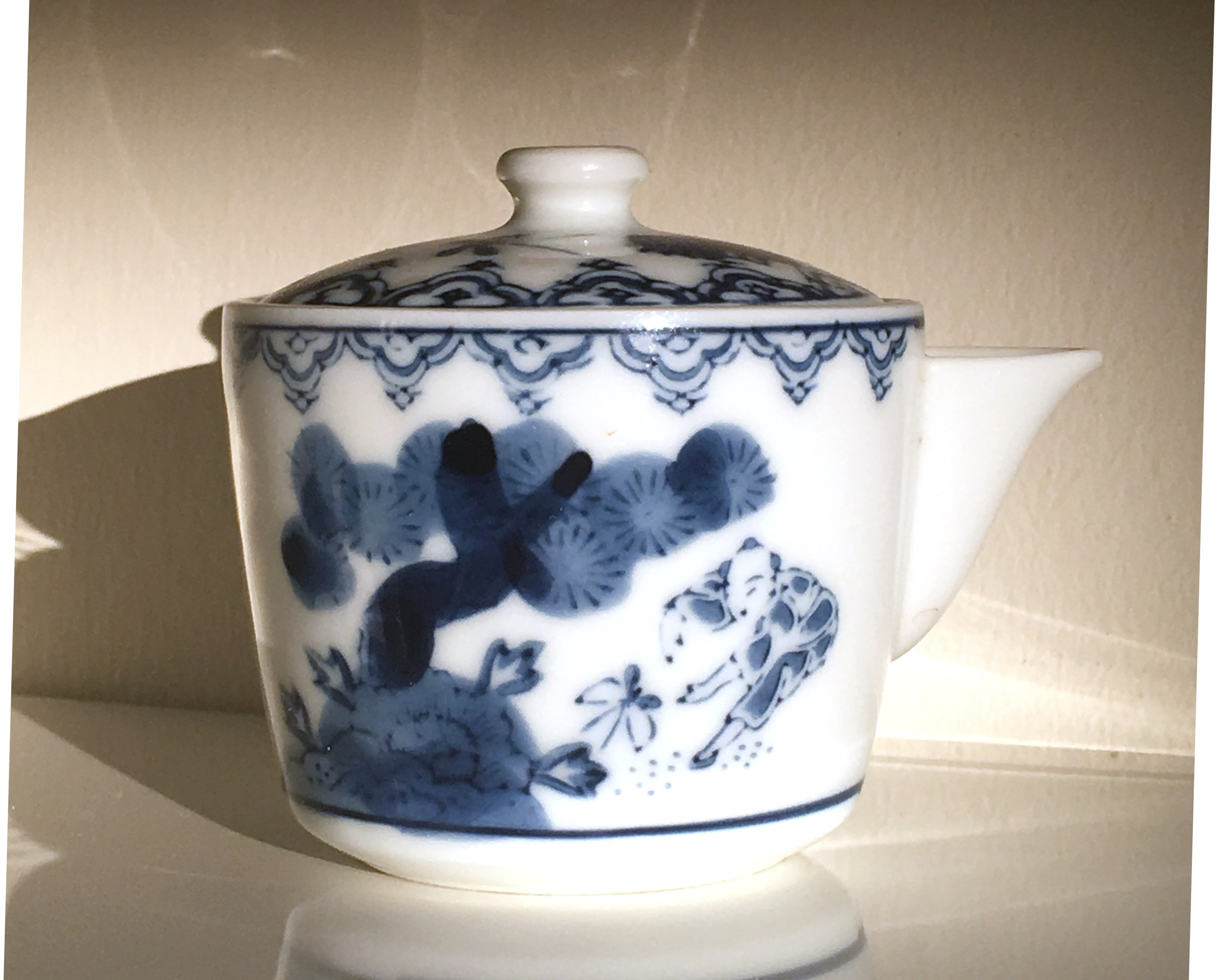
「唐子」をモチーフとした有田焼の急須（染付）

唐子（からこ）とは、中国風の髪形や服装をした子供が遊んでいる姿を図像として表現した日本語における美術用語、また、その意匠。頭の両側を残して上部を剃り、上で結ぶ独特のヘアスタイルを採ることが多い。

## 概要
これらの遊ぶ子供たちのテーマは、影絵や陶磁器、その他の日本美術にみられ、子供時代の無邪気さや楽しさを象徴している。有田焼、鍋島焼、三川内焼は、「唐子」を描いた日本陶磁器の代表的な例である。少年が蝶を追いかける意匠は特に好んで用いられる。頭の左右にわずかに髪を残し他を剃る江戸時代の幼児の髪形を表す場合もある。なお、東海地方などで多く見られる山車からくりの「唐子人形」を略して「唐子」と称する場合もある。